# ベラ・スコバ
ベラ・スコバ（Věra Suková, 1931年6月13日 - 1982年5月13日）は、チェコスロバキア・ウーヘルスケー・ハラヂシュチェ出身の女子テニス選手。1962年のウィンブルドン女子シングルス準優勝者。ヘレナ・スコバの母親としても知られる。長年「チェコスロバキア・テニス連盟」の会長を務めた夫のシリル・スーク（Cyril Suk）と一緒に、共産主義の支配下にあったチェコスロバキアでテニス振興活動に尽力した。旧姓は「ベラ・プツェヨワ」（Věra Pužejová）という。

## 来歴
まだ旧姓の「ベラ・プツェヨワ」という名前だった頃、彼女は1957年の全仏選手権混合ダブルス部門でイリ・ヤホルスキ（Jiri Javorsky）とペアを組んで優勝したことがある。この年に、ベラは当時の女子テニス世界ランキング6位になった。1961年にシリル・スークと結婚して「ベラ・スコバ」という名前になる。結婚の翌年、ベラ・スコバは1962年のウィンブルドン選手権でチェコ人女性として初の決勝進出を果たしたが、アメリカのカレン・サスマンに 4-6, 4-6 で敗れて準優勝に終わった。この年、スコバは世界ランキングを自己最高の5位に上げ、ヨーロッパの女子選手として最高位を記録する。1963年に「フェデレーション・カップ」という女子テニス国別対抗戦が始まり、ベラ・スコバはチェコスロバキア代表選手として第1回大会に出場したが、最初の1度だけしか参加できなかった。
1964年に選手生活を退いた後、ベラ・スコバはチェコスロバキアで女子テニスの「ナショナル・コーチ」に就任し、後輩の女子選手やジュニア選手の育成に尽力した。引退後の1965年2月23日、長女のヘレナ・スコバが生まれる。1967年1月29日に生まれた第2子のシリル・スーク3世（シリル・スーク・ジュニアとも呼ばれる）もプロテニス選手になった。スコバはフェデレーション・カップのチェコスロバキア代表監督にも就任し、1975年にチェコスロバキア・チームをフェデレーション杯初優勝に導いた。ベラが育成した後輩選手の中には少女時代のマルチナ・ナブラチロワもいたが、1975年のフェデレーション杯優勝の立役者となったのが、当時18歳のナブラチロワであった。（この後、ナブラチロワは故国を離れてアメリカに亡命した。）スコバは1980年までチェコスロバキアのナショナル・コーチとフェデレーション杯監督を務め、「ウィンブルドンに勝ちたいですか？」（チェコ語原題：Chcete vyhrát Wimbledon?）という題名の自伝も出版した。
コーチを引退した2年後、ベラ・スコバは1982年5月13日にチェコスロバキアの首都・プラハで死去した。ベラは娘のヘレナの活躍を見守らないうちに、50歳という若さで亡くなったが、ヘレナは4大大会で女子シングルス準優勝4度、女子ダブルス9勝を挙げる名選手に成長した。